# Жлобин-Подольский
Жло́бин-Подольский (бел. Жло́бін-Падольскі) — электрифицированная железнодорожная станция Гомельского отделения Белорусской железной дороги в Жлобинском районе Гомельской области Республики Беларусь. Расположена на южной окраине города Жлобина; на линии Жлобин — Калинковичи, между станцией Жлобин и остановочным пунктом Солоное.

## Поезда, проходящие по станции
По состоянию на сентябрь 2017 года станция отправляет и принимает поезда следующих направлений:
Поезда региональных линий эконом-класса:
- Жлобин—Калинковичи
- Калинковичи—Жлобин
- Светлогорск—Жлобин
- Жлобин—Останковичи
- Останковичи—Жлобин

## Здания станции
К станции Жлобин—Подольский относятся следующие здания:
- Пост ЭЦ
- Здание ПЧЛУ-16
- Пассажирские павильоны и общежитие
- Бытовое помещение

## Новости
На белорусской железнодорожной станции Жлобин-Подольский устаревшие устройства релейной электрической централизации заменили на микропроцессорные. Сделано это в рамках развития инфраструктуры электрифицированного направления Осиповичи — Жлобин — Гомель. 
«Система централизации обеспечивает управление стрелками и светофорами, – уточнили в пресс-службе БЖД. — Она предназначена для управления движением поездов и маневровой работой на станции. Микропроцессорная централизация (МПЦ) представляет собой многоуровневую автоматизированную систему, выполняющую такие функции как техническое диагностирование и мониторинг устройств с определением предотказных состояний, архивирование событий, интеграция с диспетчерской централизацией и другие».
Отмечается, что внедрение МПЦ повысит оперативность управления перевозочным процессом и снизит эксплуатационные расходы. Более того, на станции Жлобин-Подольский заменили также кабельную сеть и все напольные устройства сигнализации и централизации блокировки. Полное завершение проекта «Микропроцессорная централизация Жлобинского узла» запланировано на 2017 год.
В настоящий момент станция электрифицирована

## Перспективы
К 2020 году планируется электрифицировать линию Жлобин — Калинковичи.

## Галерея

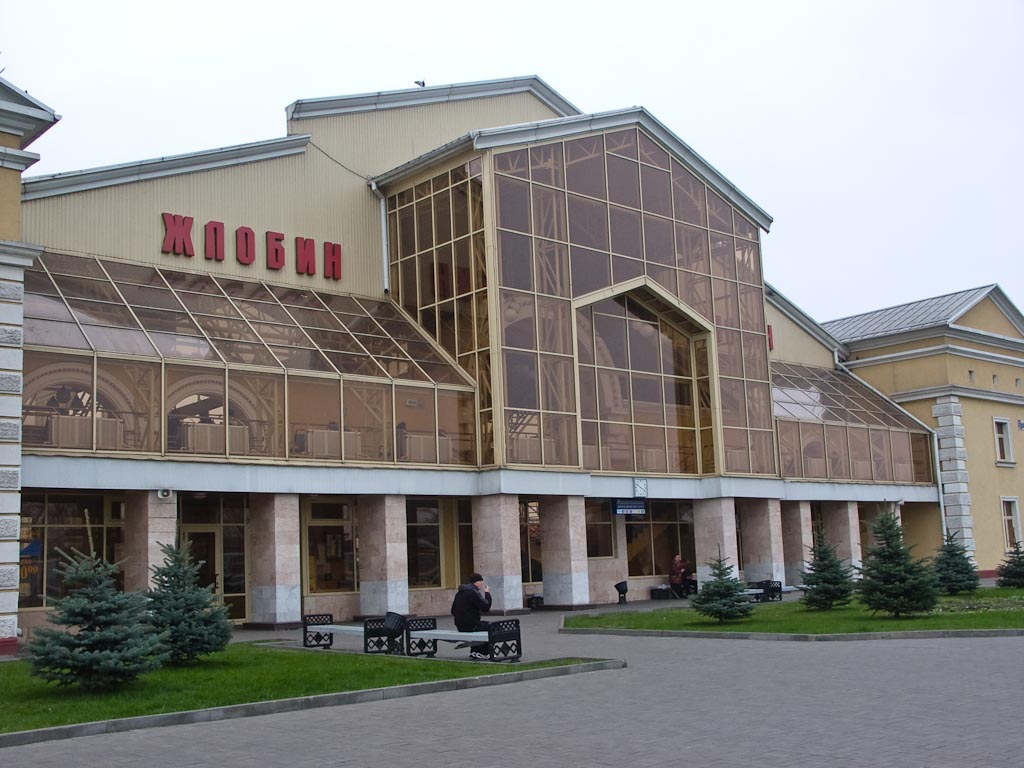
Вокзал станции Жлобин-Пассажирский